# Mahana Clutha
Mahana Clutha (ur. 6 sierpnia 1987) – nowozelandzka judoczka.
Startowała w Pucharze Świata w latach 2008-2011. Srebrna medalistka mistrzostw Oceanii w 2006 i brązowa w 2011. Mistrzyni kraju w 2005 roku.